# RS-56 (motor cohete)
RS-56 era un motor cohete de combustible líquido americano, desarrollado por Rocketdyne. RS-56 se derivó del motor cohete RS-27. Se construyeron dos variantes de este motor, ambos para su uso en la serie de cohetes Atlas II. El primero, RS-56-OBA, era un motor de refuerzo, mientras que el RS-56-OSA se diseñó para usarse como sustentador y producir un empuje más bajo pero a un impulso específico más alto.